# کلوگ (مینه‌سوتا)
کلوگ، مینه‌سوتا (به انگلیسی: Kellogg, Minnesota) یک شهر در ایالات متحده آمریکا است که در Wabasha County واقع شده‌است.

## خصوصیات
کلوگ ۰٫۸۰ کیلومترمربع مساحت و ۴۵۶ نفر جمعیت دارد و ۲۱۴ متر بالاتر از سطح دریا واقع شده‌است.